# Brion (Yonne)
Brion település Franciaországban, Yonne megyében. Lakosainak száma 614 fő (2022. január 1.). Brion Bussy-en-Othe, Looze, Joigny, Laroche-Saint-Cydroine és Migennes községekkel határos.

## Népesség
A település népességének változása:
| Lakosok száma | 596  | 620  | 643  | 629  | 628  | 628  | 620  | 617  | 614  |
|               | 2013 | 2015 | 2016 | 2017 | 2018 | 2019 | 2020 | 2021 | 2022 |